# Kanton Vauvillers
Der Kanton Vauvillers war bis 2015 ein französischer Wahlkreis im Arrondissement Lure, im Département Haute-Saône und in der Region Franche-Comté. Sein Hauptort war Vauvillers. 

## Gemeinden
Der Kanton umfasste 23 Gemeinden:
| Gemeinde                     | Einwohner | Code postal | Code Insee |
| ---------------------------- | --------- | ----------- | ---------- |
| Alaincourt                   | 89        | 70210       | 70010      |
| Ambiévillers                 | 106       | 70210       | 70013      |
| Anjeux                       | 165       | 70800       | 70023      |
| Bassigney                    | 116       | 70800       | 70052      |
| Betoncourt-Saint-Pancras     | 67        | 70210       | 70069      |
| Bouligney                    | 431       | 70800       | 70083      |
| Bourguignon-lès-Conflans     | 106       | 70800       | 70087      |
| Cubry-lès-Faverney           | 114       | 70160       | 70190      |
| Cuve                         | 153       | 70800       | 70194      |
| Dampierre-lès-Conflans       | 268       | 70800       | 70196      |
| Dampvalley-Saint-Pancras     | 33        | 70210       | 70200      |
| Fontenois-la-Ville           | 172       | 70210       | 70242      |
| Girefontaine                 | 50        | 70210       | 70269      |
| Hurecourt                    | 46        | 70210       | 70287      |
| Jasney                       | 195       | 70800       | 70290      |
| Mailleroncourt-Saint-Pancras | 213       | 70210       | 70323      |
| Melincourt                   | 233       | 70210       | 70338      |
| Montdoré                     | 64        | 70210       | 70360      |
| La Pisseure                  | 42        | 70800       | 70411      |
| Plainemont                   | 53        | 70800       | 70412      |
| Pont-du-Bois                 | 111       | 70210       | 70419      |
| Selles                       | 246       | 70210       | 70485      |
| Vauvillers                   | 801       | 70210       | 70526      |

## Bevölkerungsentwicklung
| 1962 | 1968 | 1975 | 1982 | 1990 | 1999 |
| ---- | ---- | ---- | ---- | ---- | ---- |
| 3762 | 4081 | 3861 | 3823 | 3935 | 3874 |